# Spisek (album)
Spisek – album kompilacyjny zawierający instrumentalne nagrania radiowe zespołu Spisek z lat 1977–1978, a także trzy utwory zaśpiewane przez Krzysztofa Cugowskiego w studiu radiowym w czerwcu 1978 roku („Powódź”, „Po co spieszyć się dziś”, „Mannix w Warszawie”). Wydany nakładem wydawnictwa Gad Records w 2017 roku. W 2018 roku ukazała się płyta winylowa w dwóch wersjach kolorystycznych, tj.: czarna (wersja standard w ilości 350 szt.) i kolorowa (w ilości 150 szt.). Wszystkie nagrania zremasterowano z oryginalnych, radiowych taśm-matek. Na płycie, z wyjątkiem „Tańca ognia” zabrakło trzech utworów z wokalnym udziałem Haliny Frąckowiak, nagranych pod koniec 1977 roku. A są to piosenki: „Odpoczywam”, „Motyw z Walta Disneya” i „Hosanna łąk”.

## Lista utworów
Źródło:.
1. „Hallo Herbie” (muz. Włodzimierz Wiński) – 5:29
2. „Powódź” (Krzysztof Cugowski, Marek Stefankiewicz – sł. Jan Tomasz, właśc. Marek Gaszyński) – 3:17
3. „Koziorożec i panna” (muz. Włodzimierz Wiński) – 4:05
4. „Szalone serca” (muz. Leszek Paszko) – 3:42
5. „Po co spieszyć się” (muz. Jacek Mikuła – sł. Bogdan Olewicz) – 4:56
6. „Taniec ognia” (muz. Leszek Paszko) – 6:40
7. „Razem młodzi przyjaciele” (muz. Włodzimierz Wiński) – 3:59
8. „Mannix w Warszawie” (muz. Jacek Mikuła – Bogdan Olewicz) – 2:54
9. „Sępowskie lato” (muz. Leszek Paszko) – 5:36

## Skład zespołu
Źródło:.
- Włodzimierz Wiński – saksofon tenorowy
- Leszek Paszko – puzon
- Andrzej Diering – trąbka
- Janusz Góralski – pianino elektroniczne
- Jacek Krzaklewski – gitara
- Mieczysław Jurecki – Gitara basowa bezprogowa
- Leszek Chalimoniuk – perkusja
- Krzysztof Cugowski – śpiew (2, 5, 8)
- Halina Frąckowiak – wokaliza (6)[5]

## Gościnnie
- Sekcja smyczkowa pod kier. Leszka Figla[4]

## Opracowanie
Źródło:.
- Michał Wilczyński – producent
- Łukasz Hernik – współproducent
- Anna Piontek – redakcja
- Fryderyk Babiński (1, 3, 6, 9), Jan Dowsilas (2, 4, 5, 7, 8) – reżyseria nagrania
- Weronika Banik – projekt graficzny logo i okładki
- Lord Melbury – DTP
- Janusz Góralski, Leszek Chalimoniuk – zdjęcia
- Przemysław Pomarański – obróbka zdjęć